# Patricia Lippert
Patricia Lippert (Luxemburg-Stad, 1956) is een Luxemburgs kunstschilder en beeldhouwer.

## Leven en werk
Patricia Lippert werd opgeleid aan de École des Arts et Métiers in Luxemburg-Stad (1971-1974), het Luxemburgs Conservatorium (1975) en de designacademie in Offenbach am Main (1976-1982). In 1977 ontmoette ze graficus Dieter Wagner (1939-2011), met wie ze twee kinderen kreeg.
De schilderes woont en werkt afwisselend in Duitsland en Luxemburg.
De kunstenares werkt in haar beeldhouw- en schilderkunst met verschillende materialen en technieken. Haar werken zijn verhalend, ze verwerkt daarin haar eigen ervaringen, emoties, spiritualiteit, mythen en het 'eeuwige vrouwelijke'. Ze zet situaties om in schilderijen, zonder daarbij te dramatiseren.
Lippert sloot zich aan bij de Cercle Artistique de Luxembourg (CAL) en de ARC Kënschtlerkrees en was in 2001 medeoprichter van New Fluxus.  Ze ontving voor haar werk de Prix de Raville (1987), met Gast Michels, de speciale juryprijs op de vijfde Quinquennale voor moderne Luxemburgse kunst in Esch-sur-Alzette (1988) en de Prix Grand-Duc Adolphe (1995). In 1988 vertegenwoordigde Lippert met Moritz Ney Luxemburg op de biënnale van Venetië.

## Enkele werken
- 1990 wandversiering voor de UBS in Luxemburg-Stad.
- 2003 monumentaal werk van 8 x 4m voor de ingang van de Clinique St. Louis in Ettelbruck.
- 2003 ontwerp trofee voor de Lëtzebuerger Filmpräis.
- 2006 acht steles, met Pascale Seil, en acht bronzen beelden voor een lagere school Beaufort.
- 2007 De Stier, werk aangekocht door het Musée national d'archéologie, d'histoire et d'art.[4]

- International Standard Name Identifier: 0000 0003 9164 8170
- Library of Congress Control Number: no2015067372
- Musée national d'archéologie, d'histoire et d'art: lkl000263
- Nederlandse Thesaurus van Auteursnamen: 151128782
- RKD-Nederlands Instituut voor Kunstgeschiedenis: 92788
- Système universitaire de documentation: 237525860
- Virtual International Authority File: 285503112
- WorldCat: E39PBJjMxhp7Wx8MrQ6CBBbWXd